# Mary Decker-Slaney
Mary Decker-Slaney, född 4 augusti 1958, är en amerikansk före detta friidrottare (medel- och långdistanslöpning).
I början av 1980-talet var Decker-Slaney en av de mest framgångsrika kvinnliga löparna i världen. Totalt hade hon världsrekord på engelska milen, 5 000 meter och 10 000 meter. Vid VM 1983 vann hon en dubbel genom att vinna både 1 500 meter och 3 000 meter. Decker-Slaney var inför OS 1984 storfavorit på 3 000 meter men hon kolliderade med sydafrikanskan Zola Budd och kunde inte fullfölja tävlingen. 
Vid OS 1988 misslyckades Decker-Slaney att vinna en medalj, och blev som bäst åtta på 1 500 meter. Hennes sista internationella mästerskap var OS 1996. 
2003 invaldes Mary Decker-Slaney i USATF Hall of Fame.

## Personliga rekord
- 800 m - 1.56,90
- 1 500 m - 3.57,12
- 1 mile - 4.16,71
- 3 000 m - 8.25,83
- 5 000 m - 15.05,53
- 10 000 m - 31.35,30